# Municipio de Davis (condado de Caldwell)
El municipio de Davis (en inglés: Davis Township) es un municipio ubicado en el condado de Caldwell en el estado estadounidense de Misuri. En el año 2010 tenía una población de 1219 habitantes y una densidad poblacional de 13,23 personas por km².

## Geografía
El municipio de Davis se encuentra ubicado en las coordenadas 39°34′23″N 93°48′58″O / 39.57306, -93.81611. Según la Oficina del Censo de los Estados Unidos, el municipio tiene una superficie total de 92.14 km², de la cual 91,72 km² corresponden a tierra firme y (0,45 %) 0,42 km² es agua.

## Demografía
Según el censo de 2010, había 1219 personas residiendo en el municipio de Davis. La densidad de población era de 13,23 hab./km². De los 1219 habitantes, el municipio de Davis estaba compuesto por el 97,95 % blancos, el 0,16 % eran afroamericanos, el 0,16 % eran amerindios, el 0,16 % eran asiáticos, el 0,08 % eran de otras razas y el 1,48 % eran de una mezcla de razas. Del total de la población el 0,33 % eran hispanos o latinos de cualquier raza.